# Постољани
Постољани су насељено мјесто у општини Невесиње, Република Српска, БиХ. Према попису становништва из 1991. у насељу је живјело 195 становника.

## Историја
Насеље Постољани помиње се фебруара 1373. године. Ту је извршена пљачка, а оптужени су људи хумског властелина Бјељака Санковића. Иначе, само Невесиње је припадало властели Санковића.

## Становништво
На попису 1991. године у Постољанима је живјело 195 становника, бошњачке и српске националности. Од бошњачких породица овдје су пописане породице: Хусовић, Југо, Косовић, Кукавица, Љељак и Пехиљ; од српских: Мачар, Бошковић, Рашовић, Пејичић, Самарџић и Зубац.
| Демографија | Демографија | Демографија |
| Година      | Становника  | Становника  |
| ----------- | ----------- | ----------- |
| 1961.       | 349         |             |
| 1971.       | 295         |             |
| 1981.       | 247         |             |
| 1991.       | 185         |             |